# Morawczyna
Morawczyna ist eine Ortschaft mit einem Schulzenamt der Landgemeinde Nowy Targ im Powiat Nowotarski der Woiwodschaft Kleinpolen in Polen.

## Geographie
Der Ort liegt in sogenannten Podhale. Neben dem Dorf befindet sich ein Moor, bory oder puścizny genannt.

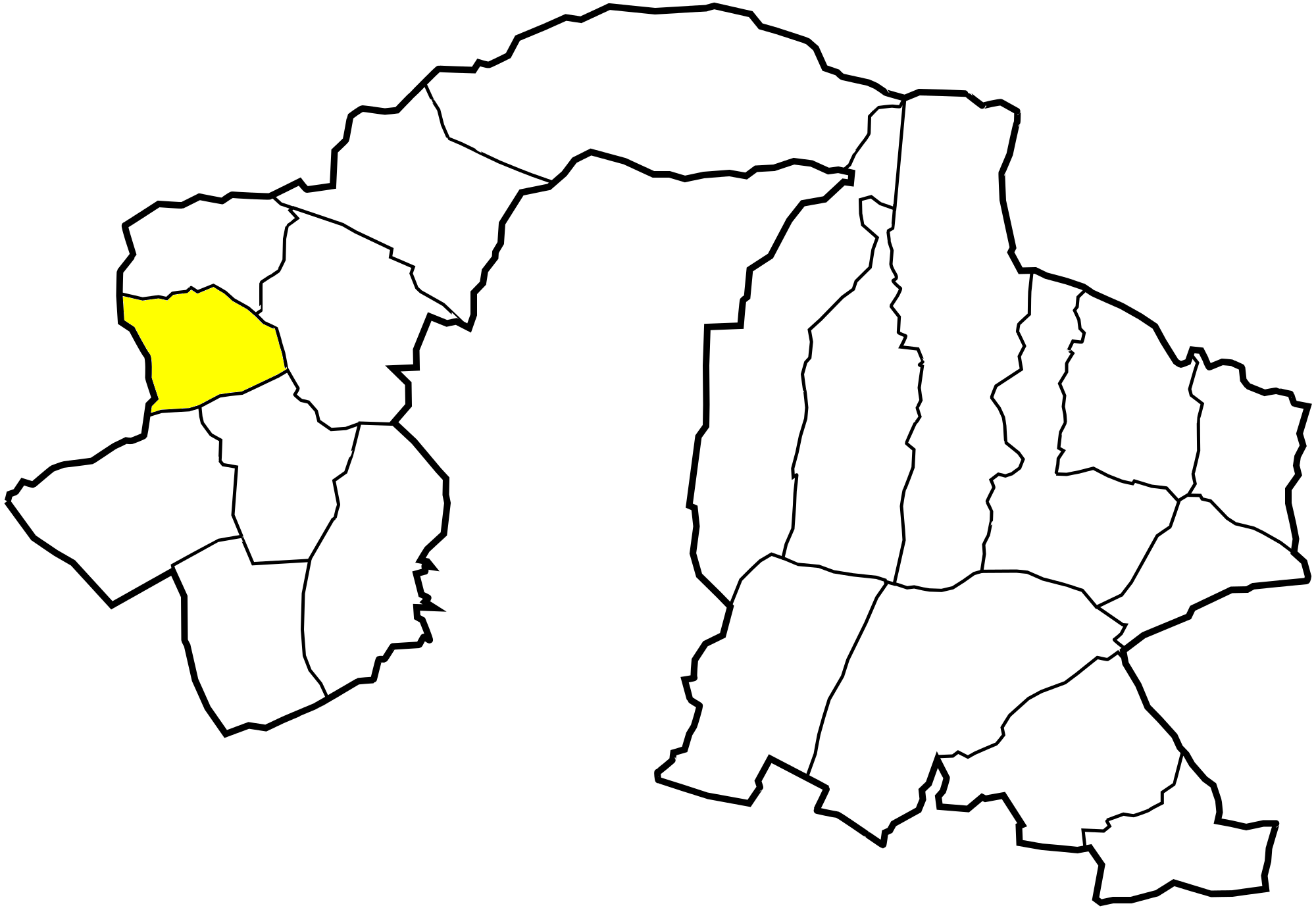
Dorf in der Gemeinde

## Geschichte
Der Ort wurde etwa 1550 von Prokop Pieniążek gegründet. Er gehörte der Starostei in Nowy Targ bis zu den Teilungen Polens.
Bei der ersten Teilung Polens kam das Dorf 1772 zum neuen Königreich Galizien und Lodomerien des habsburgischen Kaiserreichs (ab 1804). Es gehörte damals mit Klikuszowa zur Familie Stadnicki.
1918, nach dem Ende des Ersten Weltkriegs und dem Zusammenbruch der k.u.k. Monarchie, kam Morawczyna zu Polen. Unterbrochen wurde dies nur durch die Besetzung Polens durch die Wehrmacht im Zweiten Weltkrieg.
Von 1975 bis 1998 gehörte Morawczyna zur Woiwodschaft Nowy Sącz.